# Leptopelis cynnamomeus
Leptopelis cynnamomeus es una especie de anfibios de la familia Arthroleptidae.
Habita en Angola, República Democrática del Congo y Zambia.
Su hábitat natural incluye bosques tropicales o subtropicales secos, sabanas húmedas, ríos y marismas de agua fresca.